# Гийу, Луи
Луи Гийу (фр. Louis Guilloux, 15 января 1899, Сен-Бриё — 14 октября 1980, Сен-Бриё) — французский писатель, переводчик и журналист, участник французского Движения Сопротивления.

## Жизнь и творчество
Л. Гийу родился в семье сапожника-социалиста. Обучаясь в гимназии, он в 15-летнем возрасте уже пишет газетные статьи и пробует свои силы в литературе. Большую часть своей жизни Л. Гийу проводит в родном бретонском городе, где работает учителем английского языка. По воспоминаниям Ильи Эренбурга, у Гийу не было ничего общего с модными парижскими литераторами. Он был очень скромен и свободен от заумного философствования. В годы оккупации Франции нацистами в доме Л. Гийу была явка подпольщиков из Движения Сопротивления.
В 1927 году, при помощи своего друга, писателя Андре Шамсона, Л. Гийу печатает в издательстве Грассе свой первый роман. Далее он регулярно издаёт свои новые произведения; наиболее известным из них был вышедший в 1935 году роман Чёрная кровь (Le sang noir). В нём главным героем является французский философ, анархист по убеждениям Жорж Палант, оказавший большое влияние на мировоззрение Л. Гийу. Книга рассказывает также о жизни провинциального французского городка перед Первой мировой войной, о влиянии милитаристской пропаганды на молодёжь. И. Эренбург относит «Чёрную кровь» к лучшим европейским романам межвоенного времени. Хорхе Семпрун считает его одним из величайших романов XX столетия. «Чёрная кровь» вскоре после издания был представлен на присвоение Гонкуровской премии и переведён на многие языки.
В 1935 Л. Гийу, наряду с Андре Мальро, Рене Блешем, Жаном-Ришаром Блоком и И. Эренбургом, становится одним из организатором Международной антифашистской писательской конференции в Париже. В следующем году он, вместе с Андре Жидом и Эженом Даби, совершает поездку по СССР. Писатель был активным участником организации Международная помощь борцам революции, содействовавшей заключённым-коммунистам и антифашистам в нацистской Германии и в сражавшейся Испании.
В 1945 году Л. Гийу знакомится и становится дружен с писателем Альбером Камю. В 1948 году он совершает с Камю поездку по Алжиру. Среди его друзей также следует отметить философа Жана Гренье, также закончившего школу в Сен-Бриё. После окончания Второй мировой войны Л. Гийу работает переводчиком в органах американской военной администрации. Свои воспоминания об этом времени он излагает впоследствии в романе O.K. Joe! (1976). Писатель также занимался переводами англоязычных писателей, таких как Джозеф Конрад, Джон Стейнбек, Сесиль Форестер и др.
Л. Гийу был лауреатом ряда литературных премий, в том числе премии Ренодо (1949) за роман Le jeu de patience («Терпеливая игра»), Большой национальной премии в области литературы (1967), Большой литературной премии Французской академии (1973) и других.
В 1973 году Л.Гийу занимался подготовкой для кино и телевидения романа Роже Мартена дю Гара «Семья Тибо».
В 1983 году во Франции учреждается литературная премия Луи Гийу.

## Сочинения
- La maison du peuple, роман, 1927
- Dossier confidentiel, роман, 1930
- Compagnons, рассказ, 1931
- Hymenée, роман, 1932
- Le lecteur écrit, роман, 1933
- Angélina, роман, 1934
- Le sang noir, роман, Paris 1935, в 1960 был поставлен в театре, в 2007 году по этому роману был снят кинофильм
- Histoires de brigands, роман, Paris 1936
- Le pain des rêves, роман, Paris 1942, в 1974 году по этому роману был снят кинофильм
- Le jeu de patience,роман, Paris 1949
- Absent de Paris, роман, Paris 1952
- Parpagnacco ou la conjuration, роман, Paris 1954
- Les batailles perdues, роман, Paris 1960
- Cripure, роман, 1962
- La confrontation, роман, Paris 1967
- La Bretagne que j’aime, 1973,
- OK Joe!, роман, 1976
- Coco Perdu, рассказ, Paris 1978
- Souvenirs sur Georges Palante, Paris 1980
- Carnets 1921—1974, дневники. 2 тома 1978 и 1982
- L’Herbe d’oubli, мемуары, 1984 (посмертно)